# Pezoloma bhutanicum
Pezoloma bhutanicum är en svampart som beskrevs av R. Sharma & K.S. Thind 1987. Pezoloma bhutanicum ingår i släktet Pezoloma och familjen Leotiaceae.   Inga underarter finns listade i Catalogue of Life.